# Артюх Мартин Євгенович
Мартин Євгенович Артюх (біл. Марцін Яўгенавіч Арцюх; нар. 6 травня 1996, Вовковиськ, Гродненська область, Білорусь) — білоруський футболіст, півзахисник клубу «Барановичі».

## Життєпис
Перший тренер — Євген Савостьянов. З 2014 року грав у чемпіонаті Гродненської області та Принніманні за «Зміну» з Вовковиська . За підсумками 2016 року визнаний найкращим гравцем «Зміни» за версією вболівальників та найкращим нападником обласного чемпіонату. Наступного сезону команда стала володарем Кубку Гродненської області. Артюх брав участь у Кубку регіонів Білорусі.
Паралельно з великим футболом грав за різні футзальні команди. Так, у 2015 році у складі «Спарти» став переможцем та найкращим бомбардиром чемпіонату Вовковиського району. Згодом грав у чемпіонаті Гродненської області за «Беллакт» та зельвенську «Енергію». У 2016 році у складі «Енергії» став чемпіоном Принімання. Окрім цього, у 2016 році Артюх став переможцем чемпіонату Принімання з болотного футболу у складі збірної Вовковиської футбольної ліги.
Напередодні старту сезону 2018 року, успішно пройшовши перегляд, Артюх став гравцем клубу «Слонім-2017». У складі команди дебютував 7 квітня 2018 року у матчі Першої ліги Білорусі проти «Ліди» (1:2). 28 липня 2018 року взяв участь у матчі 1/16 фіналу Кубку Білорусі проти «Городеї» (1:2), в якому зумів привернути увагу тренерського штабу суперника.
6 серпня 2018 року Артюх розірвав контракт зі «Слонімом» за обопільною угодою сторін, після чого приєднався до «Городеї», з якою підписав 1,5-річний контракт. У чемпіонаті Білорусі вперше зіграв 24 вересня 2018 року у матчі проти гродненського «Німану» (0:2), яв якому вийшов на заміну наприкінці зустрічі. У сезоні 2018 року ще чотири рази виходив на заміну в основному складі, виступав переважно за дубль, у листопаді не грав через травму. У сезоні 2019 року виступав переважно за дубль «Городеї», час від часу залучався до основного складі, іноді був відсутній через травми.
У грудні 2019 року підписав із клубом новий 2-річний контракт. Проте, у квітні 2020 року розірвав контракт із «Городеєю» за обопільною угодою сторін й повернувся до табору «Слоніма». Спочатку виходив на заміну, але швидко зарекомендував себе як гравець стартового складу.
У березні 2021 року перейшов до «Барановичів».

## Громадянська позиція
13 серпня 2020 року, на тлі протестів у Білорусі, Артюх серед 93 білоруських футболістів закликав білоруську владу зупинити насильство щодо протестувальників.

## Клубна статистика виступів
| Сезон    | Дивізіон | Клуб          | країна   | Матчі | Голи |
| -------- | -------- | ------------- | -------- | ----- | ---- |
| 2018 (1) | Д2       | «Слонім-2017» | Білорусь | 14    | 2    |
| 2018 (2) | Д1       | «Городея»     | Білорусь | 5     | 0    |
| 2019     | Д1       | «Городея»     | Білорусь | 2     | 0    |
| 2020     | Д2       | «Слонім-2017» | Білорусь | 21    | 2    |